# Füchse Duisburg
Füchse Duisburg – niemiecki klub hokejowy z siedzibą w Duisburgu.
Zespół w latach 2005–2009 występował w DEL. Zespół po sezonie 2008/2009 opuścił DEL z powodu poważnych problemów finansowych. Od sezonu 2009/2010 występują w Regionalliga NRW/Hessen. Trenerem zespołu był Czesław Panek.

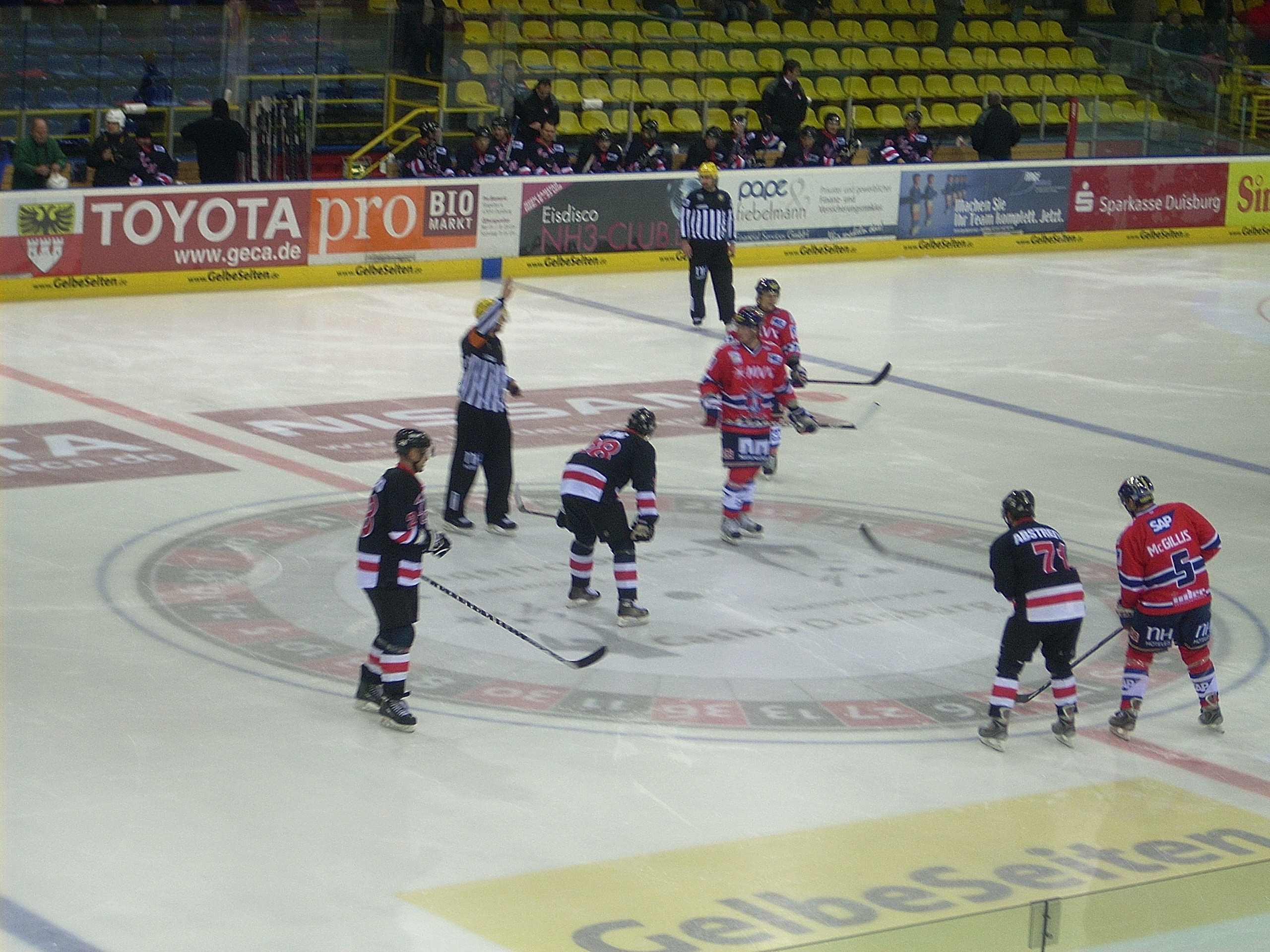

## Dotychczasowe nazwy
- Duisburger SC (1971–1987)
- Duisburger SV (1987–1991)
- EV Duisburg (1991–2004)
- Füchse Duisburg (od 2004)

## Sukcesy
- Awans do DEL: 2005

## Trenerzy
| Lata      | Imię i nazwisko  | Kraj              |
| --------- | ---------------- | ----------------- |
| 1991/1992 | Stephan Philipp  | Niemcy            |
| 1992/1993 | Andreas Bukta    | Niemcy            |
| 1993/1994 | Manfred Schmitz  | Niemcy            |
| 1994/1995 | Eduard Nowak     | Niemcy            |
| 1995/1996 | Steve Gatzos     | Kanada            |
| 1996/1997 | Walter Köberle   | Niemcy            |
| 1997/1998 | Jeff Pyle        | Stany Zjednoczone |
| 1998/1999 | Craig Topolnisky | Kanada            |
| 1999/2001 | Rico Rossi       | Kanada            |
| 2001/2002 | Martin Karlsson  | Szwecja           |
| 2002/2007 | Dieter Hegen     | Niemcy            |
| 2007/2008 | Peter Draisaitl  | Czechy            |
| 2008/2009 | Dieter Hegen     | Niemcy            |
| 2009/2010 | Czesław Panek    | Polska            |
| 2010/2011 | Andreas Lupzig   | Niemcy            |
| od 2011   | Franz Fritzmeier | Niemcy            |

## Zawodnicy
- Wiesław Jobczyk - reprezentant Polski
- Matt Dzieduszycki
- Torsten Kienass - reprezentant Niemiec
- Robert Müller - reprezentant Niemiec
- Adrian Grygiel - reprezentant Niemiec pochodzenia polskiego
- Thomas Brandl - reprezentant Niemiec
- Christian Ehrhoff - reprezentant Niemiec
- Dimitri Pätzold - reprezentant Niemiec
- Andriej Teljukin
- Adam Courchaine
- Jean-Luc Grand-Pierre
- Shawn McNeil
- Nolan Pratt
- Aleksandr Sieliwanow
- Rudolf Huna - reprezentant Czech